# Evangelisch-Lutherisches Dekanat Castell
Das Evangelisch-Lutherische Dekanat Castell ist eines der 18 Dekanate des Kirchenkreises Ansbach-Würzburg. Weil sich der Dekanatsbezirk in einem Fusionsprozess mit benachbarten Dekanaten befindet, ist die Dekansstelle unbesetzt. Seit Juli 2024 leitet Pfarrer Martin Voß den Dekanatsbezirk kommissarisch.

## Geschichte
Die Gemeinden des Dekanats liegen im historischen Gebiet der ehemaligen Grafschaft Castell des 13.–14. Jahrhunderts. Die Grafschaft reichte damals bis in den Schweinfurter Raum im Norden. In den Jahren 1435 bis 1457 begann der territoriale Niedergang der Grafschaft. Durch die Verträge vom 24. Oktober und 28. November 1457 trug Graf Wilhelm II. sein Allod dem Hochstift Würzburg gegen eine Leibrente von 500 Gulden zum Mannlehen an. Die Reichsstandschaft der Grafen wurde durch die Lehenmachung nicht berührt. 1545 wurde in der Grafschaft die Lehre Luthers eingeführt. Zur Grafschaft gehörten damals die Pfarreien Burghaslach (jetzt Dekanat Markt Einersheim), Castell, Eichfeld, Gerbrunn, Obereisenheim (jetzt Dekanat Schweinfurt) und Rüdenhausen. Wiesenbronn war ein Kondominat von Ansbach, Castell und Würzburg und wurde zusammen mit Ansbach 1528 evangelisch. Durch die frühere Dominanz Würzburgs im mittleren und nördlichen Dekanatsbereich sind diese Gebiete vorwiegend katholisch geprägt mit evangelischen Inseln.
Die regierenden Herren der Grafschaft Castell waren summi episcopi in ihren Landesteilen, d. h., die Grafschaft Castell bildete eine eigene Landeskirche. Das ius circa sacra wurde zunächst durch Konsistorien wahrgenommen. In der Zeit des Großherzogtums Würzburg wurde am 24. September 1810 eine Inspektion Castell errichtet, die ab 19. Juni 1814 als bayerische Inspektion Rüdenhausen weitergeführt wurde. 1967 wurde das Dekanat nach Castell verlegt.

## Kirchengemeinden
Zum Bezirk gehören 17 Kirchengemeinden mit ca. 10.000 Gemeindegliedern im Nordosten des Landkreises Kitzingen und im Südwesten des 
Landkreises Schweinfurt. Im Folgenden sind die Kirchengemeinden mit ihren Kirchengebäuden aufgeführt:
- Pfarreien mit einer Kirchengemeinde
  - Abtswind, St. Marien (erste Hälfte 15. Jahrhundert)
  - Castell, St. Johannes und Greuth, evangelisch-lutherische Kirche (1811)
  - Gerolzhofen, Erlöserkirche (1923)
  - Wiesenbronn, Zum Heiligen Kreuz (Turm um 1300, Langhaus 1603)

- Pfarrei Eichfeld-Volkach
  - Kirchengemeinde Eichfeld, St. Stephanus (Turm 14./15. Jahrhundert Langhaus 1902)
  - Kirchengemeinde Volkach, Michaelskapelle (Anfang 15. Jahrhundert)
- Pfarrei Prichsenstadt-Bimbach
  - Kirchengemeinde Altenschönbach, St. Marien (1496)
  - Kirchengemeinde Bimbach, evangelisch-lutherische Pfarrkirche (1708)
  - Kirchengemeinde Brünnau, evangelisch-lutherische Kirche (1705)
  - Kirchengemeinde Prichsenstadt, evangelisch-lutherische Pfarrkirche (Turm 14. Jahrhundert, Langhaus 1557, 1725)
- Pfarrei Rehweiler
  - Kirchengemeinde Rehweiler, evangelisch-lutherische Pfarrkirche (1774) und Haag, Zum Guten Hirten (1923)
  - Kirchengemeinde Füttersee, St. Laurentius
  - Kirchengemeinde Ebersbrunn, St. Vitus
- Pfarrei Rüdenhausen
  - Kirchengemeinde Rüdenhausen, St. Peter und Paul (1708)
  - Kirchengemeinde Wiesentheid, evangelisch-lutherische Pfarrkirche in Feuerbach, ehemaliges Rathaus (1751) und Gnadenkirche (1952)
- Pfarrei Zeilitzheim-Krautheim
  - Kirchengemeinde Krautheim, evangelisch-lutherische Pfarrkirche (Turm 14. Jahrhundert, Langhaus 16./17. Jahrhundert)
  - Kirchengemeinde Zeilitzheim, St. Sigismund (14./15. Jahrhundert)